# Użyłkowanie liścia

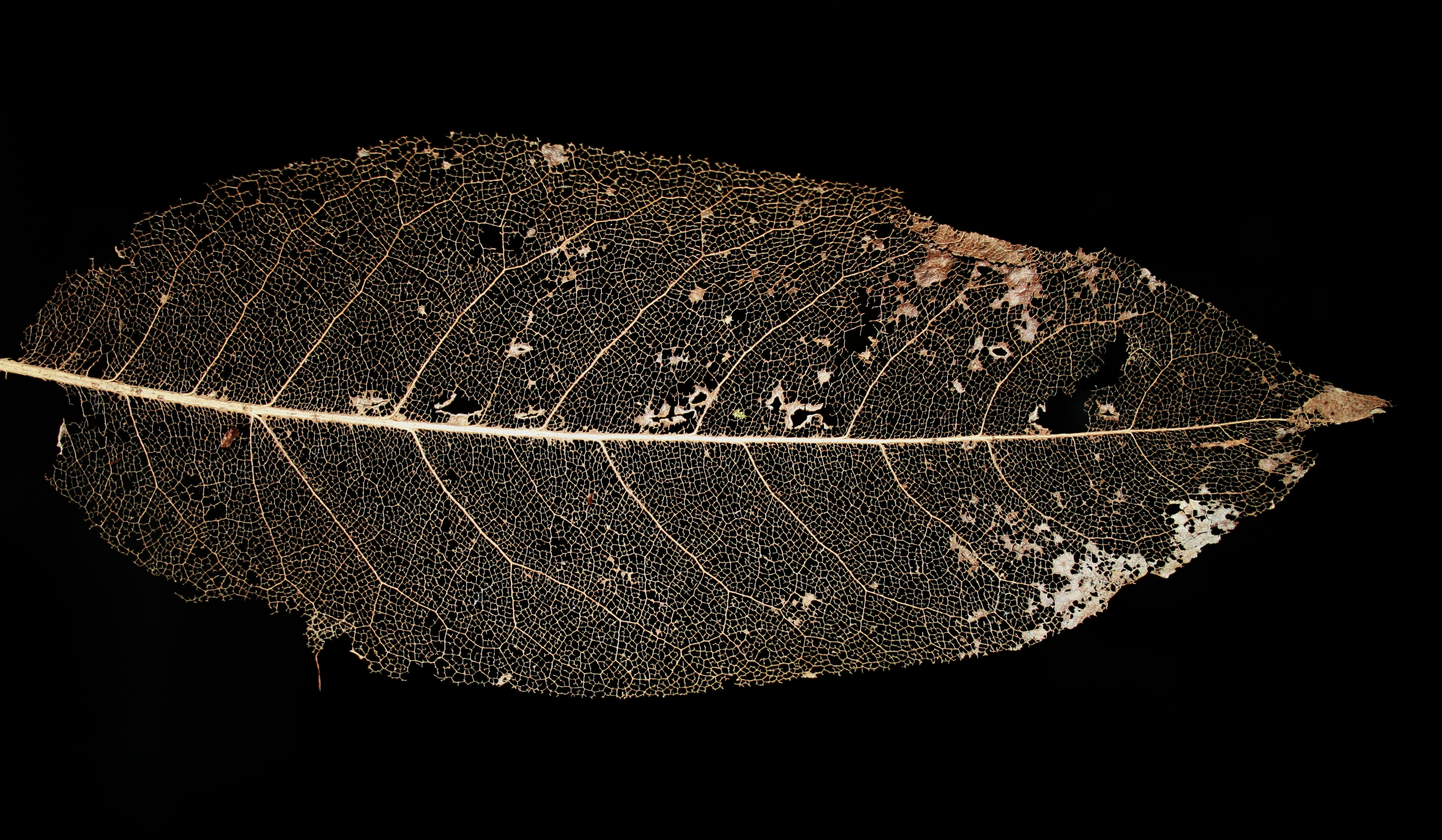
Żyłki w częściowo rozłożonym liściu magnolii Magnolia doltsopa. Tkanka waskularna w żyłkach składa się m.in. z komórek drewniejących, dlatego są bardziej odporne na rozkład.

Użyłkowanie liścia, nerwacja, układ waskularny liścia (ang. nervation, nervature, venation, łac. nervatio, venatio) – układ żyłek (nerwów) liściowych zawierających wiązki przewodzące w liściach (nie tylko asymilacyjnych, ale także w działkach i płatkach kwiatu). Ze względu na stały układ żyłek w poszczególnych grupach systematycznych roślin, ma on znaczenie w identyfikacji taksonów. Głównym zadaniem wiązek przewodzących w liściu jest dostarczenie do jego tkanek wody i odprowadzenie asymilatów, a także usztywnienie blaszki liściowej.

## Klasyfikacje
Ze względu na liczbę żyłek
- liście jednożyłkowe (np. u skrzypów i iglastych),
- liście wielożyłkowe (np u okrytonasiennych).

Ze względu na układ żyłek
- siatkowe, siateczkowate (łac. conjuncta) - układ żyłek pierzasty lub dłoniasty z wyraźnymi, poprzecznymi nerwami;
  - dłoniaste (łac. palmata) - z nasady liścia wybiega kilka żyłek pierwszego rzędu, które rozchodzą się promieniście ku obwodowi liścia (np. przywrotnik);
  - pierzaste (łac. pinnata) - z nasady liścia wybiega - jako pewnego rodzaju przedłużenie ogonka liściowego - żyłka centralna (główna), od której w lewo i w prawo odgałęziają się żyłki boczne (np. grab);
- równoległe (łac. parallela) - z nasady liścia wybiega kilka żyłek ustawionych równolegle względem siebie (np. trawy) lub łukowato (np. konwalia), przy czym w tym drugim przypadku żyłki zbiegają się ku sobie na szczycie liścia;
- wachlarzowate, dychotomiczne, widlaste (łac. acrodoma) - z nasady liścia wybiegają liczne nerwy rozchodzące się wachlarzowato i rozgałęziające się widlasto (np. miłorząb).

Układ użyłkowania liścia:
a, b pierzaste, c. równoległe (łukowate), d. dłoniaste, e. wachlarzowate

Ze względu na sposób zakończenia żyłek
- użyłkowanie otwarte - nerwy kończą się ślepo nie łącząc się z sobą (przy użyłkowaniu widlastym u niektórych paproci i u miłorzęba dwuklapowego),
- użyłkowanie zamknięte - żyłki w liściu są ze sobą połączone (przy użyłkowaniu siatkowym i równoległym u okrytonasiennych).

## Budowa
Żyłki biegnące od podstawy blaszki liściowej nazywane są pierwszorzędowymi. W liściach z układem pierzastym żyłek jest tylko jedna żyłka centralna (główna) od której odchodzą kolejne, coraz cieńsze odgałęzienia – żyłki drugo- i trzeciorzędowe. Więcej żyłek pierwszorzędnych jest w blaszce z użyłkowaniem dłoniastym, a najwięcej w wachlarzowatym. Zakończenia najdrobniejszych żyłek kończących układ waskularny wnikają do oczek sieci, tj. nieużyłkowanych fragmentów blaszki liściowej, zwanych areolami. Drobne żyłki łączące główne żyłki tworzące układ równoległy nazywane są anastamozami.

## Funkcje
Żyłki liściowe przewodzą wodę wraz z solami mineralnymi oraz rozprowadzają pokarmowe substancje organiczne. W liściach z użyłkowaniem zamkniętym żyłki tworzą sieć, dzięki czemu przerwanie nawet części dużych żyłek nie powoduje przerwania transportu wody. Poza funkcją transportową, główne żyłki liścia pełnią funkcję mechaniczną – tworzą rusztowanie na którym rozpięta jest blaszka liścia. Odpowiedni turgor komórek tworzących żyłkę zapewnia sztywność tego rusztowania. Zwłaszcza u kserofitów nierzadko dodatkowo żyłki wzmocnione są pasmami zdrewniałej sklerenchymy lub ściany komórek wysycane są krzemionką (ewentualnie tworzy ona wewnątrz komórki tzw. ciała krzemionkowe).